# Малі Ошворці
Малі Ошво́рці (рос. Малые Ошворцы) — присілок в Якшур-Бодьїнському районі Удмуртії, Росія.
Населення — 87 осіб (2010; 129 в 2002).
Національний склад (2002):
- удмурти — 88 %

## Історія
присіло заснований 1616 року як Ванькагурт.